# Universidade de Uberaba
A Uniube é uma instituição de ensino superior privada brasileira, fundada em 1947. Seus dois campi estão localizados nas cidades de Uberaba e Uberlândia, no estado de Minas Gerais. Oferece mais de 120 cursos de graduação de 200 de pós-graduação.

## História
A história da Uniube, Instituição sem fins lucrativos, mantida pela Sociedade Educacional Uberabense, teve início em 1940, quando Mário Palmério funda o Lyceu do Triângulo Mineiro. Com essa iniciativa, o educador dava os primeiros passos na direção de um projeto muito mais ousado: dotar Uberaba da época, de uma escola voltada para a oferta do ensino superior. 
Até que a ideia se transformasse em realidade, Mário Palmério pôs em prática outras duas ações. Transferiu a sede do Lyceu, mais tarde chamado de Colégio Triângulo Mineiro, para um conjunto de edifícios onde, hoje, funciona o Campus Centro, em Uberaba (MG) e criou a Escola Técnica de Comércio do Triângulo Mineiro. Em 1947 o governo federal autorizou a abertura da Faculdade de Odontologia do Triângulo Mineiro. Em menos de dez anos, outras duas escolas entraram em funcionamento: a Faculdade de Direito do Triângulo Mineiro, em 1951, e a escola de Engenharia do Triângulo Mineiro, em 1956. 
No ano de 1972, as faculdades isoladas se uniram em uma única sigla, FIUBE, Faculdades Integradas de Uberaba, essa mudança possibilitou no ano seguinte a criação dos cursos de Educação Física, Psicologia, Pedagogia, Estudos Sociais e Comunicação Social. A então FIUBE, concretizou uma parceria no ano de 1981 com a FISTA, Faculdades Integradas Santo Tomás de Aquino, a partir dessa união foram incorporados os cursos de Letras, Filosofia, História, Geografia, Estudos Sociais, Ciências (Química, Matemática e Biologia), Pedagogia (Supervisão Escolar nas escolas de 1º e 2º graus, Orientação Educacional, Administração Escolar) e a habilitação em Jornalismo, do curso de Comunicação Social.
Em 1997 é criado os cursos de Medicina e Medicina Veterinária. Ainda neste ano, a universidade passou a oferecer cursos de pós graduação, sendo um deles o Mestrado em Educação. Três anos depois, em 2000, a instituição colocou em funcionamento a sua rede de ensino a distância, sendo pioneira e EAD no estado de Minas Gerais. Hoje, conta com mais de 250 polos espalhados por todo país e mais de 200 cursos de graduação e pós-graduação, ofertados em todas as áreas do conhecimento.
Em 2014, é inaugurado o Mário Palmério Hospital Universitário (MPHU), com custo aproximado de R$63 milhões, é um dos mais bem equipados da região, cotando, entre outras coisas, com 32 especialidades médicas, 250 leitos e uma capacidade para cerca de 4,500 consultas por mês.
Atualmente, a Instituição oferece cursos de graduação e pós-graduação presenciais, a distância e ao vivo. Presencialmente, a Uniube está situada em Uberaba e Uberlândia, sendo reconhecida em toda região do Triângulo Mineiro. Os campi são compostos por unidades de empreendimento e incubadora de empresas, área de alimentação, laboratórios equipados, bibliotecas com um acervo de mais de 67 mil exemplares, além de hospitais e clínicas, prontos para oferecer ao aluno a prática necessária para a formação profissional.
Referência no ramo da Educação, a Uniube possui mais de três mil colaboradores, responsáveis pela formação de mais de 100 mil profissionais nas diversas áreas do conhecimento, com destaques em todo mundo. E foi eleita a melhor universidade privada do interior de Minas e a segunda melhor de todo o estado, segundo o Ranking Universitário Folha (RUF 2023).
Uberaba
- Campus Centro - Av. Guilherme Ferreira, 217 - Bairro Centro
- Campus Aeroporto - Av. Nenê Sabino, 1801 - Bairro Universitário

Uberlândia
- Campus Via Centro - Av. Afonso Pena, 1177 - Centro